# Ectropothecium antarense
Ectropothecium antarense är en bladmossart som beskrevs av Bennard Otto van Zanten 1964. Ectropothecium antarense ingår i släktet Ectropothecium och familjen Hypnaceae. Inga underarter finns listade i Catalogue of Life.